# Anita Carter
Anita Carter (Maces Spring, 31 maart 1933 – Hendersonville, 29 juli 1999) was een Amerikaanse countryzangeres.

## Levensloop
Anita Carter was de jongste dochter van Maybelle Carter. Samen met haar twee zussen June en Helen nam ze als kind deel aan optredens van de Carter Family. Nadat de oorspronkelijke Carter Family in 1943 was ontbonden, ging Maybelle door met haar dochters onder de naam Mother Maybelle en de Carter Sisters. Later in juni traden Helen en Anita alleen op als Carter Family, vaak als onderdeel van de Johnny Cash Show.
Naast deelname aan de Carter Family streefde ze ook naar een solocarrière. Als duetpartner van Hank Snow had ze tijdens de jaren 1950 enkele successen. In 1968 behaalde ze een toptienhit met Waylon Jennings hit I Got You. In 1998, een paar maanden voor haar dood, verscheen een opname van de Carter Family op het soundtrackalbum voor de film The Apostle, namelijk Waitin' on the Far Side Banks of Jordan.

## Overlijden
Anita Carter overleed in juli 1999 op 66-jarige leeftijd na een langdurige, ernstige ziekte.